# V386 Андромеды
V386 Андромеды (лат. V386 Andromedae) — одиночная переменная звезда в созвездии Андромеды на расстоянии приблизительно 3810 световых лет (около 1168 парсеков) от Солнца. Видимая звёздная величина звезды — от +9,53m до +9,32m.

## Характеристики
V386 Андромеды — красный гигант, пульсирующая медленная неправильная переменная звезда (LB:) спектрального класса M0. Масса — около 1,481 солнечной, радиус — около 104,59 солнечных, светимость — около 1319,821 солнечных. Эффективная температура — около 3402 K.

## Планетная система
В 2019 году учёными, анализирующими данные проектов HIPPARCOS и Gaia, у звезды обнаружена планета.